# Foro interno e foro esterno
I termini foro interno e foro esterno sono concetti fondamentali nel diritto canonico della Chiesa cattolica e nella filosofia del diritto.  Il foro interno riguarda la coscienza individuale e il rapporto diretto dell'individuo con Dio. È dominato dalla morale e regolato dal segreto confessionale. Invece, il foro esterno riguarda la dimensione pubblica e giuridica del diritto canonico, ossia le norme ecclesiastiche che disciplinano i fedeli e le istituzioni della Chiesa in modo visibile e ufficiale. Questa distinzione separa la sfera privata della coscienza da quella giuridico-sociale, evitando interferenze tra la confessione e l’amministrazione della giustizia ecclesiastica. I due fori "non sono solo un istituto giuridico fondamentale del diritto canonico, ma anche un principio essenziale per garantire la tutela della dignità della persona e la sua coscienza".